# Бесплатная клиника Хейт-Эшбери

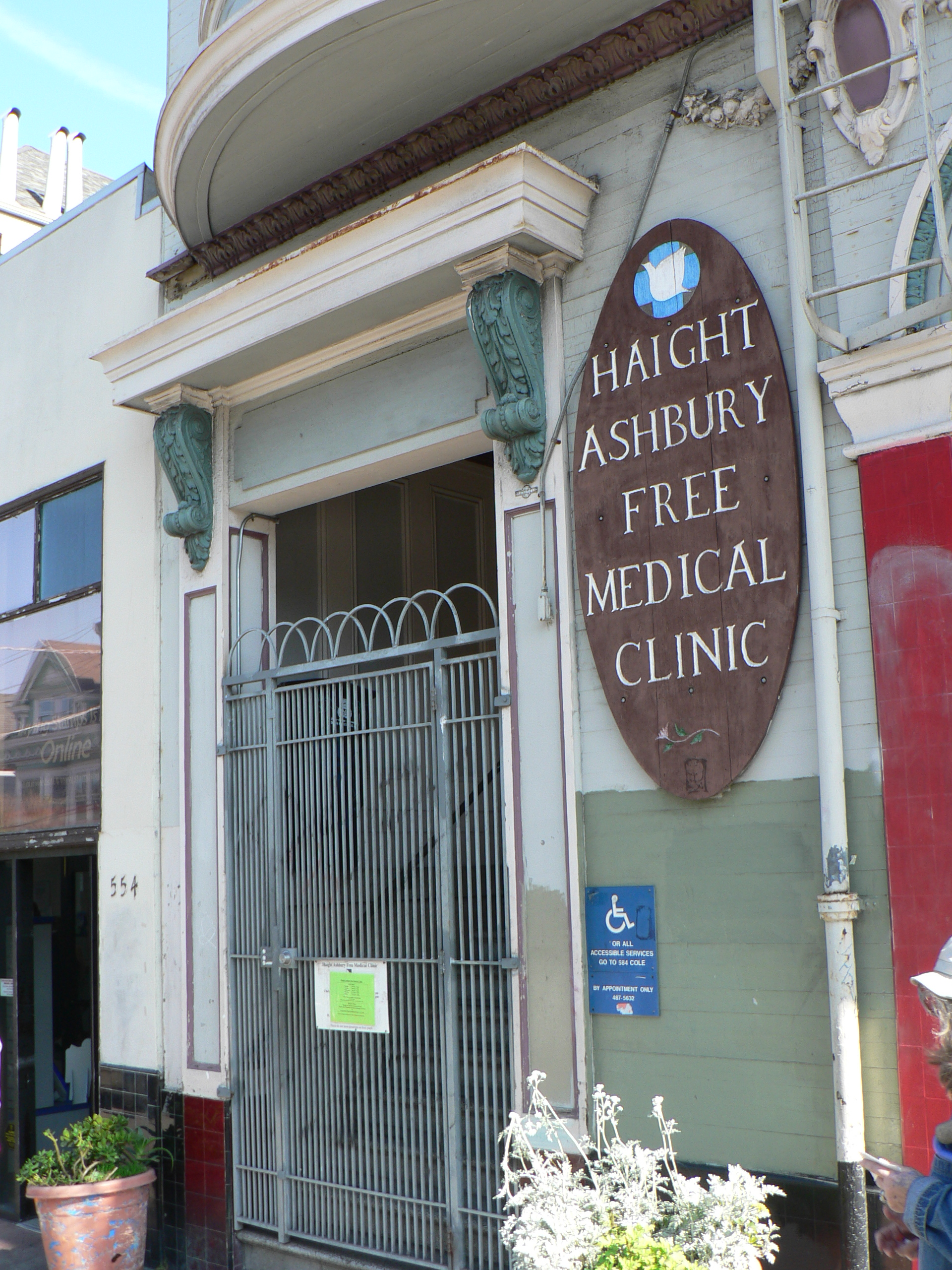

Бесплатная клиника Хейт-Эшбери (англ. The Haight Ashbury Free Clinics, Inc.) — центр бесплатной медицинской помощи, обслуживающий более 34 тысяч человек в северной Калифорнии. Организация была основана доктором Дэвидом Смитом в районе Хейт-Эшбери, Сан-Франциско, Калифорния, во время Лета любви, 7 июня 1967 года. В район прибывали тысячи хиппи, многие из которых нуждались в лечении от алкогольной или наркотической зависимости, психологической помощи и медицинском наблюдении. В настоящий момент клиника работает по четырём основным направлениям:
- Клиническая медицина
- Помощь при алкогольной и наркотической зависимости
- Психологическая помощь тюремным заключённым
- Рок-медицина

## Рок-медицина
В 1973 году Билл Грэм попросил Бесплатную клинику Хейт-Эшбери устанавливать «палатку неотложной медицинской помощи» на концертах групп Grateful Dead и Led Zeppelin, проходящих на открытых площадках. Многие сотрудники клиники уже имели опыт оказания медицинской помощи на рок-концертах, но уровень планирования этих мероприятий был беспрецедентным. С тех пор рок-медицина стала одним из основных направлений деятельности клиники, обслуживая всё больше концертов, демонстраций, маршей, празднеств и других мероприятий. В последние годы около 400 активных добровольцев обслуживают более 500 событий в год.

## Настоящее время
Клинике принадлежит 12 строений в различных районах и округах, включая Хейт-Эшбери, Трежер-Айленд, Тендерлойн и др. В штате состоят 195 сотрудников, также с клиникой работают 500 добровольцев. На обслуживании состоят 19500 пациентов, общее же число клиентов с 1967 года превысило один миллион. Группа под руководством Дэвида Смита планирует создание «библиотеки-музея», экспозиция которого расскажет историю движения за создание бесплатной медицины в Хейт-Эшбери. Впоследствии будет открыта интернет-библиотека.